# Mokry Grzbiet

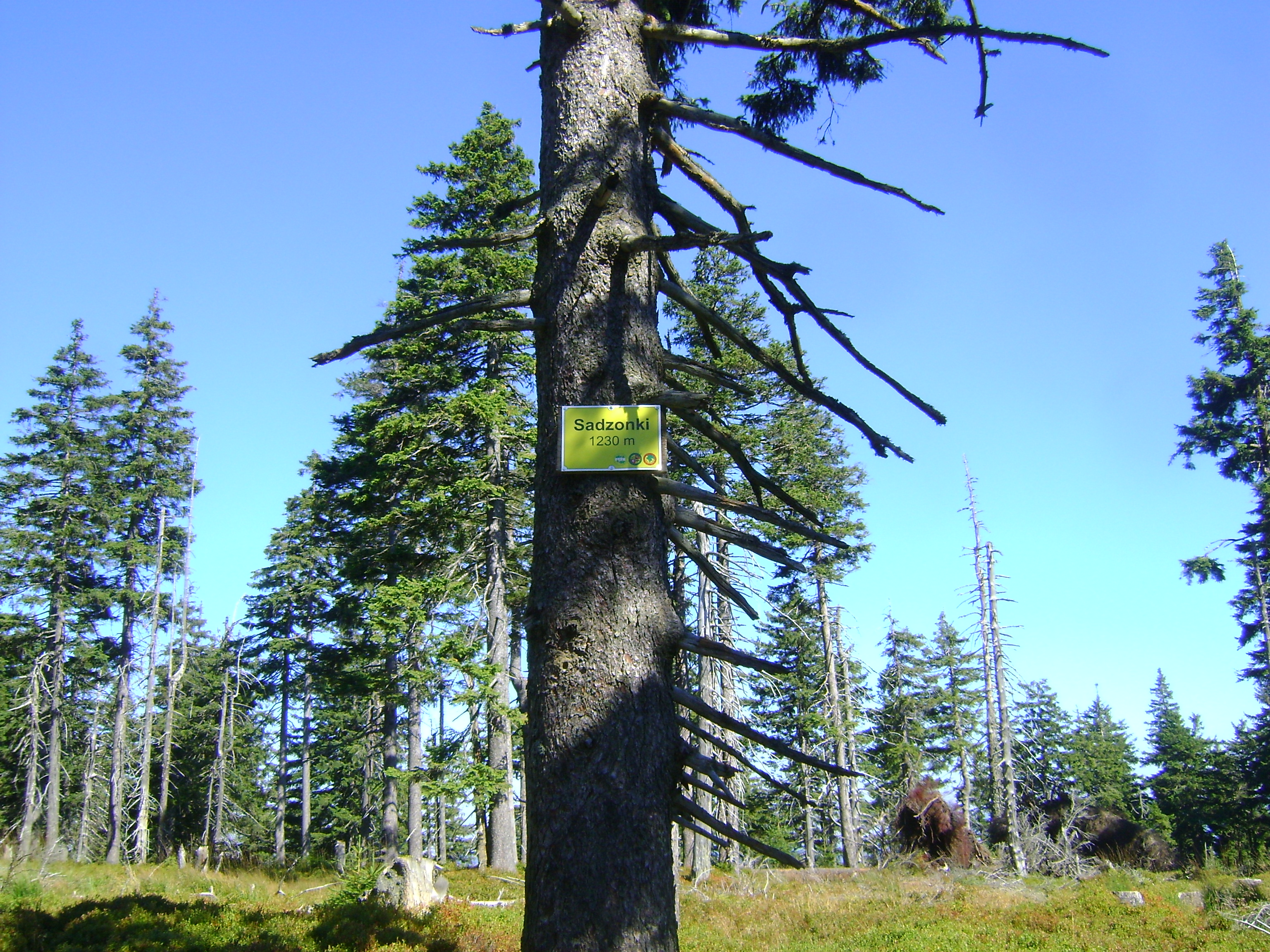
Wzniesienie Sadzonki na Mokrym Grzbiecie

Mokry Grzbiet – grzbiet górski w południowo-zachodniej Polsce w Sudetach Wschodnich, w Masywie Śnieżnika.

## Położenie
Mokry Grzbiet położony jest w Sudetach Wschodnich, na terenie Śnieżnickiego Parku Krajobrazowego w środkowo-wschodniej części Masywu Śnieżnika, około 0,5 km na południowy wschód od szczytu Śnieżnika.

## Charakterystyka
Mokry Grzbiet stanowi fragment, grzbietu granicznego odchodzącego od Śnieżnika na wschód do Przełęczy Płoszczyna. Rozciąga się na długości ok. 0,6 km., od mało wyraźnej płytko wciętej przełęczy u południowo-wschodniego podnóża Śnieżnika (czes.) Sedlo pod Kralickým Sněžníkem na zachodzie, do przełęczy (czes.) Stříbrnicke sedlo na wschodzie. Oś grzbietu rozciąga się na kierunku NW-SEna wysokości od ok. 1230 do 1210 m n.p.m. Część szczytowa grzbietu ma kształt rozległej płaszczowiny lekko opadającej w kierunku południowo-wschodnim, na którym wznosi się minimalnie ponad poziom płaszczowiny wzniesienie Sadzonki. Teren płaszczowiny jest podmokły i bagnisty gdzie występują małe torfowiska. Zbocze północno-wschodnie położone po stronie Polski stromo opada w stronę doliny Kamienicy a zbocze południowo-zachodnie położone po stronie Czeskiej opada stromo w stronę doliny bezimiennego dopływu Morawy. Grzbiet zbudowany z gnejsowych skał, metamorfiku Lądka i Śnieżnika. Grzbiet porasta rzadki dolnoreglowym las świerkowy z domieszką buka, jodły, sosny. Las w latach 80. XX w. podczas klęski ekologicznej został częściowo zniszczony. Wolne połacie zarastają borówczyska borówki czarnej i wysokie trawy. Obecnie w miejscach zniszczonego drzewostanu porastaja świerkowe samosiejki. Mokrym Grzbietem przechodzi granica wododziału zlewisk morza Bałtyckiego i Czarnego.

## Inne
- Nazwa grzbietu prawdopodobnie pochodzi od bagnistego charakteru podłoża szczytowej wierzchowiny.
- Partią szczytową Mokrego Grzbietu przechodzi granica Polski i Czech[1].
- Z Mokrego Grzbietu poniżej wzniesienia Sadzonki po północno-wschodniej stronie biorą początek Piernikarska Grzęda i Głęboka Jama.
- Od południowego wschodu Mokry Grzbiet Graniczy z Granicznym Stokiem, od którego oddzielony jest przełęczą Stříbrnicke sedlo.

## Turystyka
Grzbietem przechodzą piesze szlaki turystyczne:
- zielony - fragment szlaku z Przełęczy Międzyleskiej przez Trójmorski Wierch na Śnieżnik prowadzący południowo-zachodnim  grzbietem odchodzącym od Śnieżnika.

oraz czeskie szlaki 
- fragment prowadzący ze Śnieżnika na wzniesienie Palaš i dalej.